# Le Plessis-l'Échelle
Le Plessis-l'Échelle is een gemeente in het Franse departement Loir-et-Cher (regio Centre-Val de Loire) en telt 72 inwoners (2009). De plaats maakt deel uit van het arrondissement Blois.

## Geografie
De oppervlakte van Le Plessis-l'Échelle bedraagt 12,6 km², de bevolkingsdichtheid is dus 5,7 inwoners per km².
De onderstaande kaart toont de ligging van Le Plessis-l'Échelle met de belangrijkste infrastructuur en aangrenzende gemeenten.

## Demografie
Onderstaande figuur toont het verloop van het inwonertal (bron: INSEE-tellingen).